# Villa Convento
Villa Convento (Cumentu o Lu Fieu o Noule Picciccu in dialetto salentino) è una frazione di 728 abitanti della provincia di Lecce divisa amministrativamente tra i comuni di Novoli e Lecce.

## Origini del nome
Il paese prende il nome dall'antica presenza di un convento dei Domenicani, soppresso nel 1809.

## Storia
Dell'antica Contea di Lecce, fondata dai Normanni intorno al 1055, facevano parte il casale di Santa Maria de Novis (attuale Novoli) e il feudo di Nubilo o Novule o Noole (attuale Villa Convento). Questi territori seguirono le stesse sorti della Contea passando sotto i domini di Svevi, Angioini, Aragonesi e sotto il controllo delle varie famiglie feudatarie. Nel 1523 Paolo Mattei, già feudatario di Santa Maria de Novis, acquistò da Aurelia di Acaia, moglie di Giovanni Maria Guarino, il feudo di Nubilo o Novule, a quel tempo disabitato. Qui, nel 1551, Filippo I Mattei fece poi erigere un convento per i padri Domenicani e l'annessa chiesa di sant'Onofrio, favorendo in questo modo il popolamento (o il ripopolamento) del feudo. A causa della presenza di questo convento, l'antico casale di Nubilo (o Novule) iniziò a essere chiamato Sant'Onofrio (dal nome del santo cui era titolata la chiesa) oppure Convento (Cumentu), denominazione rimasta tuttora. Invece, il toponimo Novoli (Nòvule, Nòule) finì per identificare il vicino casale di Santa Maria de Novi.

## Miti e leggende: "L'Ultimo Eremita"
A seguito del decreto di soppressione degli ordini religiosi emanato dal Murat nel 1809, i domenicani abbandonarono il podere di Villa Convento. Solo uno, fra i più di cinquecento frati, decise di permanere nel piccolo villaggio, un tale frate Morgicchiu Pilu Niuru (Morgicchio dalla Barba Scura). Il religioso trascorse la sua vita contemplativa per svariati anni presso un'umile casupola situata nei poderi, oggi meglio noti come "Remote Terre te lu Patrunu".
L'abitazione divenne presto meta di pellegrinaggi da parte dei numerosi fedeli salentini, che copiosi affluivano per ottenere grazie o benedizioni.
Fra' Morgicchio vi rimase fino all'anno 1857 circa, quando in una nevosa mattina di gennaio partì in circostanze ignote.
La leggenda vuole che ancora oggi lo si possa scorgere in quei luoghi, nelle eccezionali circostanze dei più rigidi e nevosi inverni salentini, nelle sembianze di un uomo col cappuccio, in estasi contemplativa dinanzi a uno spiedo scoppiettante.

## Clima
| VILLA CONVENTO                  | Mesi | Mesi | Mesi | Mesi | Mesi | Mesi | Mesi | Mesi | Mesi | Mesi | Mesi  | Mesi | Stagioni | Stagioni | Stagioni | Stagioni | Anno  |
| VILLA CONVENTO                  | Gen  | Feb  | Mar  | Apr  | Mag  | Giu  | Lug  | Ago  | Set  | Ott  | Nov   | Dic  | Inv      | Pri      | Est      | Aut      | Anno  |
| ------------------------------- | ---- | ---- | ---- | ---- | ---- | ---- | ---- | ---- | ---- | ---- | ----- | ---- | -------- | -------- | -------- | -------- | ----- |
| T. max. media (°C)              | 13,4 | 15,1 | 17,8 | 22,8 | 26,7 | 32,9 | 34,2 | 34,8 | 32,1 | 26,8 | 20,2  | 15,3 | 14,6     | 22,4     | 34,0     | 26,4     | 24,3  |
| T. min. media (°C)              | 4,3  | 6,2  | 7,4  | 11,8 | 16,9 | 21,8 | 23,3 | 24,6 | 22,7 | 19,7 | 16,1  | 9,0  | 6,5      | 12,0     | 23,2     | 19,5     | 15,3  |
| T. max. assoluta (°C)           | 26,2 | 27,9 | 34,2 | 36,0 | 42,7 | 45,2 | 46,7 | 46,9 | 46,3 | 44,5 | 35,1  | 30,5 | 30,5     | 42,7     | 46,9     | 46,3     | 46,9  |
| T. min. assoluta (°C)           | −2,9 | −1,3 | 2,4  | 5,3  | 10,3 | 12,4 | 14,0 | 17,2 | 13,9 | 9,0  | 3,2   | 0,0  | −2,9     | 2,4      | 12,4     | 3,2      | −2,9  |
| Giorni di calura (Tmax ≥ 30 °C) | 0    | 0    | 0    | 1    | 8    | 30   | 31   | 31   | 30   | 8    | 0     | 0    | 0        | 9        | 92       | 38       | 139   |
| Precipitazioni (mm)             | 36,2 | 9,2  | 0,1  | 0,0  | 0,0  | 0,0  | 0,0  | 0,0  | 0,3  | 56,2 | 103,8 | 24,2 | 69,6     | 0,1      | 0,0      | 160,3    | 230,0 |
| Giorni di pioggia               | 1,9  | 0,3  | 0,0  | 0,0  | 0,0  | 0,0  | 0,0  | 0,0  | 0,0  | 2,1  | 4,9   | 1,1  | 3,3      | 0,0      | 0,0      | 7,0      | 10,3  |
| Giorni di nebbia                | 1    | 0    | 0    | 0    | 0    | 0    | 0    | 0    | 0    | 0    | 0     | 0    | 1        | 0        | 0        | 0        | 1     |
| Umidità relativa media (%)      | 66   | 70   | 71   | 73   | 76   | 80   | 83   | 88   | 79   | 72   | 69    | 66   | 67,3     | 73,3     | 83,7     | 73,3     | 74,4  |

## Monumenti e luoghi d'interesse
- Chiesa Madonna delle Grazie (S.S. Maria del Buon Consiglio)Chiesa Santa Maria del Buon Consiglio

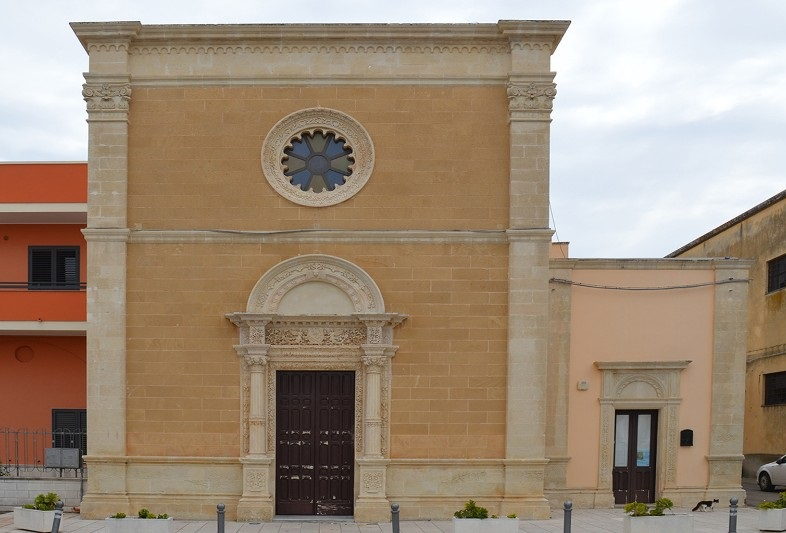
Chiesa Santa Maria del Buon Consiglio

## Infrastrutture e trasporti
Villa Convento è posta sulla direttrice SP4 Novoli-Lecce, a tre chilometri da Novoli e a otto dal capoluogo salentino.
Dal centro abitato si dipartono le vie provinciali SP8 Villa Convento-Arnesano e SP121 Villa Convento-Carmiano.

## Eventi
- Sagra della Puccia - Maggio
- Sagra te lu Puerciceddhru Pri Pri e te la Caddhrina Co Co - 15 agosto
- Festa di San Antonio Abate - ultima domenica di gennaio
- Festa di Maria S.S. del Buon Consiglio (con annessa Sagra te li Taraddhri cu lu pipe) - ultima domenica di aprile
- Festa te lu Idulu - novena di festeggiamenti in onore di Bacco Cumentinu, Dio del frutto della Vite, a cadenza bicentenale, nell'anniversario dell'erezione del tempietto lui dedicato, dislocato nelle remote "Terre te lu patrunu".